# Зворыкино
Зворыкино — деревня в Бабаевском районе Вологодской области.
Входит в состав Борисовского сельского поселения, с точки зрения административно-территориального деления — в Борисовский сельсовет.
Расположена на левом берегу реки Верхняя Чужбойка. Расстояние по автодороге до районного центра Бабаево — 65 км, до центра муниципального образования села Борисово-Судское — 3 км. Ближайшие населённые пункты — Карасово, Мятино, Судаково.
По данным переписи в 2002 году постоянного населения не было.